# GIMP
ГИМП (од енгл. GIMP, Gnu Image Manipulation Program) је бесплатна апликација отвореног кода за обраду / стварање бит мапираних слика, ретуширање, цртање, конвертовање формата, а има подршку и за векторску графику. Издаје се под ГНУ-овом општом јавном лиценцом и доступан је за Линукс, Mac OS и Windows оперативне системе.

## Историја
ГИМП је првобитно назван "Програм за уређивање слика у глобалу" (енгл. General Image Manipulation Program). Пројекат су 1995. године започели Спенсер Кимбал и Питер Матис током школовања на калифорнијском универзитету Беркли у оквиру Центра за експериментално рачунарство. Први пут је за јавност издат 1996. године. Кимбал и Матис су наредне године од Ричарда Стoлмана добили дозволу да реч General из назива програма замене акронимом ГНУ (што је име оперативног система који је створио Стoлман), чиме је име апликације промењено у ГНУ програм за уређивање слика (енгл.GNU Image Manipulation Program), задржавши скраћеницу на енглеском ГИМП. Програм је на тај начин постао део слободног софтвера који се развија у оквиру ГНУ пројекта.
Број оперативних система на којима се ГИМП може користити је значајно порастао од настанка програма до данас. Прва верзија је прављена за Јуникс оперативне системе као што су Линукс, SGI IRIX i HP-UX. Након тога је програм оптимизован и за многе друге оперативне системе, као што су Microsoft Windows и Mac OS.
ГИМП је прихваћен убрзо након свог првог издања, и формирала се група волонтера који ће га одржавати. Заједничким снагама, почели су да развијају туторијале, уметничка дела и деле технике за бољи и лакши рад.
Група алата за графички кориснички интерфејс је направљена како би олакшала развој ГИМП-а под називом Алати за ГИМП (енгл. GTK – GIMP tool kit). Верзија ГТК која је направљена помоћу објектно оријентисаних програмских језика се назива ГТК+.

## Развој
ГИМП је бесплатан програм отвореног кода који је део ГНУ и ГНОМЕ пројеката, а углавном га одржавају волонтери. Развија се на јавном Гит репозиторијуму изворног кода.
Нове карактеристике се чувају у посебним јавним гранама изворног кода које се спајају са главном граном у којој се развија програм након што ГИМП тим осигура да неће доћи до поремећаја већ постојећих функција. У неким случајевима, може се десити да прођу месеци или чак године пре него што се функција дода у ГИМП, иако је код додатка комплетиран.
ГИМП се сам по себи издаје као изворни код, након чега се формирају инсталациони пакети за различите оперативне системе.
Број који означава верзију ГИМП-а се изражава у формату највеће – средње – најмање измене, при чему свака цифра има специфично значење. Прва цифра се повећава једино приликом знатних измена програма и тренутно је то број 2. Друга цифра означава средње измене које подразумевају додавање нових функционалности и карактеристика. Непарни бројеви означавају да су додате карактеристике на којима се још ради, а парни да је убачена коначна верзија карактеристика. Трећа цифра означава најмање измене и повећава се пре и након сваког издања нове верзије ГИМП-а, при чему непарни бројеви претходе избацивању коначних верзија, а парни постају након исправке било каквих минорних софтверских грешака.
Тим који развија ГИМП се сваке године пријављује за неколико стипендија у Гугл-овом летњем програму за програмере (енгл. Google Summer of Code - GSoC), а до сада су учествовали сваке године осим 2007. Између 2006. и 2009. године је на тај начин успешно остварено девет пројеката, иако нису сви одмах укључени у званичан ГИМП програм. Четкица за опоравак (енгл. Healing tool), алат за клонирање перспективе (енгл. Perspective Clone Tool) и Руби додаци су направљени 2006. године и доступни су почевши од 2.8.0 верзије ГИМП-а, а тада су извршена још два пројекта: Векторски слојеви (енгл. Vector Layers) и прикључак за JPEG 2000. Једна од нових карактеристика је укидање ограничења од 4 гигабајта за XCF фајл. Циљеви развоја верзије 2.10.0 су побољшање и оптимизација ван пуке исправке софтверских грешака. Доступна је и пробна верзија 2.10.4 за Mac OS. Наредна стабилна верзија која је у плану је 3.0 са прикључком за ГТК3.

### Кориснички интерфејс
Кориснички интерфејс ГИМП-а је креиран од стране тима за дизајн и коришћење. Овај тим је формиран након што су се програмери ГИМП-а пријавили да се придруже Open Usability пројекту. Од тада је креирана група за брејнсторминг корисничког интерфејса за ГИМП, где корисници ГИМП-а могу да пошаљу своје предлоге како мисле да би ГИМП кориснички интерфејс могао бити побољшан.
ГИМП је представљен у два облика, у једном или више прозора. У верзији ГИМП 2.8 подразумеван је режим са више прозора. У вишепрозорском режиму скуп датих прозора садржи све функционалности ГИМП-а. Алати и поставке алата су на левој страни, а остали дијалози су на десној страни. Картица слојева је обично на десној страни картице алата и дозвољава кориснику да ради појединачно на засебним слојевима слике. Слојеви се могу уређивати тако што десним тастером миша кликнемо на одређени слој да бисмо за њега добили панел опција. Картице алата и слојева су најчешће задржане картице.

### Састајање слободних графичара
Састајање слободних графичара (енгл. Libre Graphics Meeting) је годишњи догађај на којем се програмери ГИМП-а и других пројеката састају како би разговарали о питањима везаним за бесплатни и отворени графички софтвер. На овом догађају ГИМП програмери држе састанке типа Птице од перја (енгл. Birds of a feather) које представљају окупљање људи са истим интересовањима.

## Дистрибуција
Тренутна верзија ГИМП-а ради са бројним оперативним системима, укључујући Линукс, Mac OS и Microsoft Windows. Многе Линукс дистрибуције укључују ГИМП као део њихових десктоп оперативних система, укључујући Федору и Дебијан.
Веб страница ГИМП-а води до бинарних инсталера које је израдио Јернеј Симончич. МакПортс је наведен као препоручени провајдер за ГИМП, али то више није потребно јер од верзије 2.8.2 он функционише самостално у Mac OS-у. ГТК + је првобитно намењен да ради на X11 серверу. Пошто Mac OS по потреби може користити X11 сервер, пренос ГИМП-а на Mac OS је једноставнији у поређењу са преносом на Windows. ГИМП је такође доступан као део Убунту пакета за нерутоване телефоне из Гугл Плеј продавнице на Андроиду. У новембру 2013. године ГИМП је повукао могућност преузимања са СорсФорџ-а, наводећи лажне тастере за преузимање који могу збунити кориснике, као и СорсФорџ-ов властити Windows инсталер, који садржи потенцијално нежељене програме. ГИМП је једном приликом у изјави назвао СорсФорџ корисним и поузданим местом за развој и хостовање ССОИК апликација, које се сада суочава са проблемом због огласа које су дозволили на њиховим сајтовима ...".

### СорсФорџ контроверза
У мају 2015. године, две године након што је престао да користи СорсФорџ као помоћни сајт за преузимање, ГИМП је изјавио да СорсФорџ хостује заражене верзије њихових Windows бинарних датотека на Open Source Mirror директоријуму.

## Професионлна мишљења
Лајфвајер (енгл. Lifewire) је позитивно оценио ГИМП у марту 2019. године, рекавши да за оне који никада нису користили Фотошоп, ГИМП је једноставно врло моћан програм за манипулацију фотографијом као и да уколико сте вољни да уложите нешто времена учећи га, он може бити веома користан графички алат.
ГИМП-ова погодност за употребу у професионалним окружењима се редовно испитује; често се пореди и предлаже као могућа замена за Адоби Фотошоп. ГИМП има сличну функционалност као и Фотошоп, али се њихови кориснички интерфејси значајно разликују.
ГИМП 2.6 је коришћен за креирање скоро читаве уметности у Lukas the Game, независној видео игри коју је развио Тимоти Куртнеј. Куртнеј је започео развој игре почетком 2014. док је у јулу 2015. године видео игра овјављена за лични рачунар и Мак. Куртнеј објашњава да је ГИМП моћан алат, потпуно способан за велике професионалне пројекте, као што су нпр. видео игре.
Режим самосталног прозора који је уведен у ГИМП 2.8 прегледан је 2012. године од стране Рајана Пола из Арс Техника (енгл. Ars Techica), који је изјавио да је то учинило корисничко искуство још бољим јер је интерфејс изгледао још једноставнији и мање претрпан. Мајкл Бeрнс, који пише за Macworld (енгл. Macworld) 2014. године, описао је интерфејс самосталног прозора ГИМПа-а 2.8.10 као огроман напредак.
У свом прегледу ГИМП-а за ExtremeTech у октобру 2013. године, Дејвид Кардинал је напоменуо да се ГИМП-ова репутација тешких за употребу и недостајућих карактеристика "драстично променила у последњих неколико година", те да ГИМП више није осакаћена алтернатива Фотошопа. Описао је ГИМП-ов код као једну од својих предности, али је такође навео да су неке од предности Фотошопа - као што су текст, 3Д наредбе, прилагођавање и историја слојева - или мање моћне или недостају у ГИМП-у. Кардинал је повољно описао UFRaw (енгл. UFRaw) конвертор за необрађене слике које се користе са ГИМП-ом, али и да је потребно мало стрпљења да би се разумело како користити те напредније могућности. Кардинал је изјавио да је ГИМП довољно једноставан за коришћење упркос томе што нема тако добро развијену документацију и систем помоћи као Фотошоп, закључивши да је "постао достојна алтернатива Фотошопу за свакога ко има ограничен буџет и коме није потребан целокупан спектар погодности које носи Фотошоп".

## Маскота
Вилбер је званична маскота ГИМП-а. Поред тога, Вилбер се појављује и као тркач у SuperTuxKart-у и представљен је у Националној библиотеци Француске као део пројекта Блинкeнлајтс (енгл. Project Blinkenlights).

Вилбера је створио Томас Коусманен негде око 25. септембра 1997. године а од тада је добио додатне детаље и опрему како би олакшао процес.

## Карактеристике
Алатима који се користе за уређивање слика можемо приступити преко алатних трака, менија и дијалошких прозора. У њих спадају филтери и четкице, као и алати за трансформацију, селекцију, слојеве и маскирање.

## Боје
Постоји неколико начина за одабир боје : помоћу палете, бирача боја и коришћење алата у облику пипете за одабир боје на платну. Уграђени избор боја укључује RGB / HSV селектор или скале, селектор водених боја, ''CMYK'' селектор и селектор из круга боја. Боје се такође могу изабрати помоћу хексадецималних кодова за боје који се користе у HTML одабиру боја. ГИМП има изворну подршку за индексиране боје и RGB колорне просторе; други простори боја су подржани коришћењем декомпозиције где сваки канал новог простора боја постаје црно-бела слика. CMYK, LAB и HSV ( нијанса, засићење, вредност) су подржани на овај начин. .. Мешање боја се може постићи коришћењем алата за мешање, применом градијента на површину слике и коришћењем ГИМП-ових боја. Градијенти су такође интегрисани у алате као што је четкица, када корисник слика на овај начин, излазна боја се полако мења. Постоји велики број подразумеваних градијената који су саставни део ГИМП-а; корисник такође може да креира прилагођене градијенте са обезбеђеним алатима. Додаци за градијент су такође доступни.

## Селекције и стазе
ГИМП алати за селекције укључују правоугаони и кружни алат за избор, алат за слободно бирање и алат за мутан одабир (такође познат као чаробни штапић). Напреднији алати за селекцију укључују алатку за бирање по боји за избор суседних подручја боја и алат за селекцију маказама, који ствара полуаутоматску селекцију између подручја контрастних боја. ГИМП такође подржава режим брзог маскирања где корисник може да користи четкицу да обоји подручје селекције. Ово изгледа као црвено обојен слој који се додаје или уклања. Алат за одабир предњег плана је имплементација Simple Interactive Object Extraction (SIOX), метода која се користи за извлачење елемената предњег плана, као што је особа или стабло у фокусу. Алат за путање омогућава кориснику да креира векторе (такође познате и као Безјеове криве). Корисници могу користити путање за креирање сложених селекција, укључујући и природне криве. Могу да насликају (или "повлаче") путање четкицама, шаблонима или различитим стиловима линија. Корисници могу да именују и чувају путање за поновну употребу.

## Уређивање слика
Постоји много алата који се могу користити за уређивање слика у ГИМП-у. Најчешћи алати су четкице за боју, оловка, спреј, брисач и мастило који се користе за стварање нових или помешаних пиксела. Алат за попуњавање кантом (енгл. Bucket Fill tool) се може користити за попуњавање одабраног подручја бојом или шаблоном. Алат за мешање (енгл. Blend tool) се може користити за попуњавање одабраног подручја градијентом боје. Ови прелази боја могу да се примене на велике регије или на мање одабране путање.
ГИМП такође поседује и „паметне“ алате који користе сложенији алгоритам да би урадили ствари које би иначе биле дуготрајне или немогуће . Ту спадају :
- Алат за клонирање (енгл. Clone tool), који копира пикселе помоћу четкице
- Четкица за опоравак (енгл. Healing brush), која копира пикселе из једне области и исправља тон и боју
- Алат за клонирање перспективе (енгл. Perspective clone tool), који функционише као алат за клонирање, али исправља за промене на даљину
- Алати за замућивање и изоштравање (енгл. Blur and sharpen tool) замућују и изоштравају помоћу четкице
- Алат за размазивање (енгл.Smudge tool) користити се за суптилно размазивање дела слике на који га поставимо
- Алат за посветљивање и потамњивање (енгл. Dodge and burn tool) је четкица помоћу које жељени пиксели буду светлији (dodge) или тамнији (burn)

## Слојеви, маске слојева и канали
Слика која се уређује у ГИМП-у може се састојати од више слојева у низу. У приручнику се предлаже да је  "добар начин визуализације ГИМП слике као гомиле прозирних фолија", где је у ГИМП терминологији свака прозирна фолија слој. Сваки слој на слици се састоји од неколико канала. Код RGB слике, обично постоји 3 или 4 канала, од којих се сваки састоји од црвеног, зеленог и плавог канала. Подслојеви у боји изгледају као мало другачије сиве слике, али када се склопе, чине потпуну слику. Четврти канал који може бити део слоја је алфа канал (или маска слоја). Овај канал мери непрозирност, тако да цела слика или део слике може бити потпуно видљив, делимично видљив или невидљив. Сваки слој има слојни режим који се може подесити тако да мења боје на слици.
Текстуални слојеви се могу креирати помоћу алата за текст, дозвољавајући кориснику да пише по слици. Текстуални слојеви се могу трансформисати на неколико начина, претварањем у путању или селекцију.

## Аутоматизација, скрипте и додаци
ГИМП има приближно 150 стандардних ефеката и филтера, укључујући: Drop Shadow, Blur, Motion Blur and Noise.
ГИМП операције се могу аутоматизовати са скриптним језицима. Script-fu је језик заснован на Ским-у, имплементиран помоћу ТајниСким интерпретера уграђеног у ГИМП. ГИМП се такође може скриптовати у Перл-у, Пајтон-у, или Tcl-у, користећи преводиоце који нису у саставу ГИМП-а. Нове карактеристике могу се додати ГИМП-у не само променом програмског кода (ГИМП језгра), већ и стварањем додатака. То су екстерни програми који се извршавају и контролишу помоћу главног ГИМП програма. MathMap је пример додатка написаног у Це-у.
Постоји подршка за неколико метода изоштравања и замућивања слика, укључујући алат за замућење и изоштравање . Алат за изоштравање (енгл. Unsharp Mask tool) се користи за изоштравање слике селективно - изоштрава само подручја слике која су довољно детаљна. Сматра се да даје више жељених резултата за фотографије него обичан филтер за оштрење. Алат за селективно мешање (енгл. Selective Gaussian Blur tool) ради на сличан начин, осим што он брише и она подручја слике која садрже мало детаља.

## ГЕГЛ
Генеричка графичка библиотека (ГЕГЛ) је први пут представљена као део ГИМП-а на 2.6-ом издању ГИМП-а. Иницијално представљање још увек не користи све могућности ГЕГЛ-а; од верзије 2.6, ГИМП може да користи ГЕГЛ за обављање операција у боји велике битне дубине; због тога се при обављању операција са бојама губи мањи број информација. Када ГЕГЛ буде потпуно интегрисан, ГИМП ће имати већу дубину битова у боји и бољи радни ток без прекида. ГИМП 2.8.xx подржава само 8-битну боју, што је много мање него што нпр. дигиталне камере праве (12-битне или више). У новој верзији Гимп 2.10 додата је потпуна подршка за велику дубину.

## Формати датотека
ГИМП подржава увоз и извоз са великим бројем различитих формата датотека, ГИМП-ов изворни формат XCF је дизајниран да сачува све информације које ГИМП може да садржи о слици; XCF је назван по eXperimental Computing Facility чији је ГИМП аутор. Могућности увоза и извоза се могу проширити на додатне формате датотека помоћу одређених додатака. Величина датотеке XCF проширена је на више од 4 гигабајта од верзије 2.9.6 и новог стабилног стабла 2.10.x.
|              | Формати датотека |
| ------------ | --- |
| Увоз и извоз | ГИМП подржава увоз и извоз слика у форматима BMP, JPEG, PNG, GIF, TIFF и HEIF, као и формате неколицине других апликација као што су Аутодеск (енгл. Autodesk) флик анимације, Корел PaintShop Pro слике и Адоби Фотошоп документи. Остали формати са подршком за читање / писање укључују PostScript документе, Х битмап слике, xwd и Zsoft PCX. ГИМП такође може читати и писати информације о путањи из SVG фајлова као и читати / писати ICO датотеке са иконама Windows-а. |
| Само увоз    | ГИМП може увести Адоби PDF документе као и необрађене формате слика које користе многи дигитални фото-апарати, али он не може сачувати документе у тим форматима. Додатак отвореног кода, UFRaw, пружа пуну компатибилност са необрађеним фајловима и неколико пута је примећен да је ажуриран за нове моделе фото-апарата брже од званичне Адоби-ове УФРав подршке. |
| Само извоз   | ГИМП може да извози у MNG сликовне датотеке са више слојева (само за Линукс верзију) и HTML (као табелу са обојеним ћелијама), датотеке изворног кода програма Це (као низ) и Аски уметност (користећи додатак за представљање слика са словима и знаковима интерпункције), мада не може да чита ове формате. |

## Копије и изведенице
Због тога што је бесплатан и отвореног кода, створене су различите варијанте, изведенице и копије ГИМП-а како би боље служиле потребама својих стваралаца. Иако је ГИМП доступан за популарне оперативне системе, неке његове варијанте могу бити карактеристичне само за одређене оперативне системе. Ове варијанте се не чувају на ГИМП-овом сајту и не постоји линк до њих. На ГИМП-овом сајту се не чувају верзије ГИМП-а за оперативне системе који су као Windows или Уникс, али постоји линк до верзије за Windows.
Најпознатије варијанте ГИМП-а су :
- CinePaint: Некада Филм Гимп, је копија ГИМП-а верзије 1.0.4, који се користи за прераду играних филмова кадар по кадар. CinePaint подржава дубину боја до 32 бита по каналу, као и управљање бојама и ХДР. CinePaint се користи углавном у филмској индустрији због своје подршке форматима слика високе тачности. Постоји верзија за БСД, Линукс и Mac OS.

- GIMP classic: је "закрпа"[65] за ГИМП верзију 2.6.8 изворни код створен да би уклонио промене које су настале у корисничком интерфејсу у верзијама

ГИМП 2.4 до верзије 2.6. Постоји верзија ГИМП-а класик за Убунту. Од марта 2011, могуће је преузети нову "закрпу" која "крпи" промене настале у експерименталном ГИМП-у верзије 2.7.
- GIMP Portable: преносива верзија ГИМП-а за Windows XP или касније верзије која чува четке и подешавања на различитим компјутерима.[67]

- GIMPshop: Варијанта која циља да донекле ископира Адоби Фотошоп. Развој ГИМПшопа је заустављен 2006. када је програмер Скот Мошчела одустао од пројекта, након што је једна неповезана страна регистровала "ГИМПшоп" као део имена Интернет домена и представила вебсајт као власништво Мошчеле и притом прихватала донације и зарађивала од реклама, али није давала ништа Мошчели.

- GimPhoto:[68] прати традицију ГИМПшопа где кориснички интерфејс изгледа као Фотошоп. Може се вршити више модификација са новим ГимПед алатом.

Тренутна верзија ГимФото-а за Линукс и Windows (базирана на основу ГИМП верзије 2.4.3) је 24.1 и 26.1 за Mac OS (заснован на ГИМП верзији 2.6.8).. Постоје инсталери за Windows 7, 8.1 и 10; затим за Mac OS 10.6+; Убунту 14 и Федора; као и за изворни код. Само један програмер ради на пројекту, тако да брза ажурирања и нове верзије базиране на 2.8.х или 2.9.х нису у плану.
- Instrumented GIMP (ingimp): Овај програм је створен на Универзитету у Ватерлуу са циљем да прати и извештава о томе како корисници користе програм и да на основу тога створи неку статистику.[70] Подаци које је прикупио овај програм су били доступни на сајту пројекта бесплатно све до његовог гашења 2014. године.

- McGimp: Независан пренос оригиналног програма за Mac OS који циља да покрене ГИМП директно на овој платформи и који укључје разне додатке за оптимизацију слика.[71]

### Позната проширења
GIMP Animation Package (GAP)
Додатак ГИМП-у за стварање анимација. GAP може да чува анимацију у неколико формата, као сто су GIF и АVI. Функција анимације се ослања на ГИМП-ове способности раслојавања и обележавања слика бројевима. Анимације се стварају или стављањем сваког кадра у сопствени слој (другим речима, сваки слој је различита анимацијска ћелија), или као резултат манипулације сваке обележене слике као да је кадар у видеу: померање, ротација, окретање, мењање боја, стављање разних филтера на слојеве користећи интерполацију између функција, унутар одређеног оквира кадрова. Резултат се може чувати као анимирани GIF или као шифровани видео запис. GAP такође омогућава програмиране смене слојева, промену брзине којом се мењају кадрови,
као и путање кретања кадрова, што омогућава стварање софистицираних анимација.
GIMP Paint Studio (GPS)
Колекција четки и пратећих подешавања алата, намењених уметницима и графичким дизајнерима. Убрзава задатке који се понављају и могуће је сачувати подешавања алатки између коришћења.
Resynthesizer
Група проширења које је развио Пол Харисон као део своје докторске дисертације, које додају могућности "допуна на основу контекста", и омогућују да лако уклоните елементе са ваше слике или да допуните области на вашој слици које недостају. Овај додатак сада одржава Лојд Конекер. Неке од примена овог додатка су стварање додатне текстуре, укључујући и стварање плочасте структуре,
уклањање објекта са слика и стварање слика са одређеном темом.
G'MIC
Програмски оквир отвореног кода за обраду слика који постоји као додатак за ГИМП чија је намена додавање неколико стотина филтера који нуде преглед и подешавање параметара.
Поседује веома моћан филтер за уклањање шума на сликама.